# نیروهای دریایی باستانی

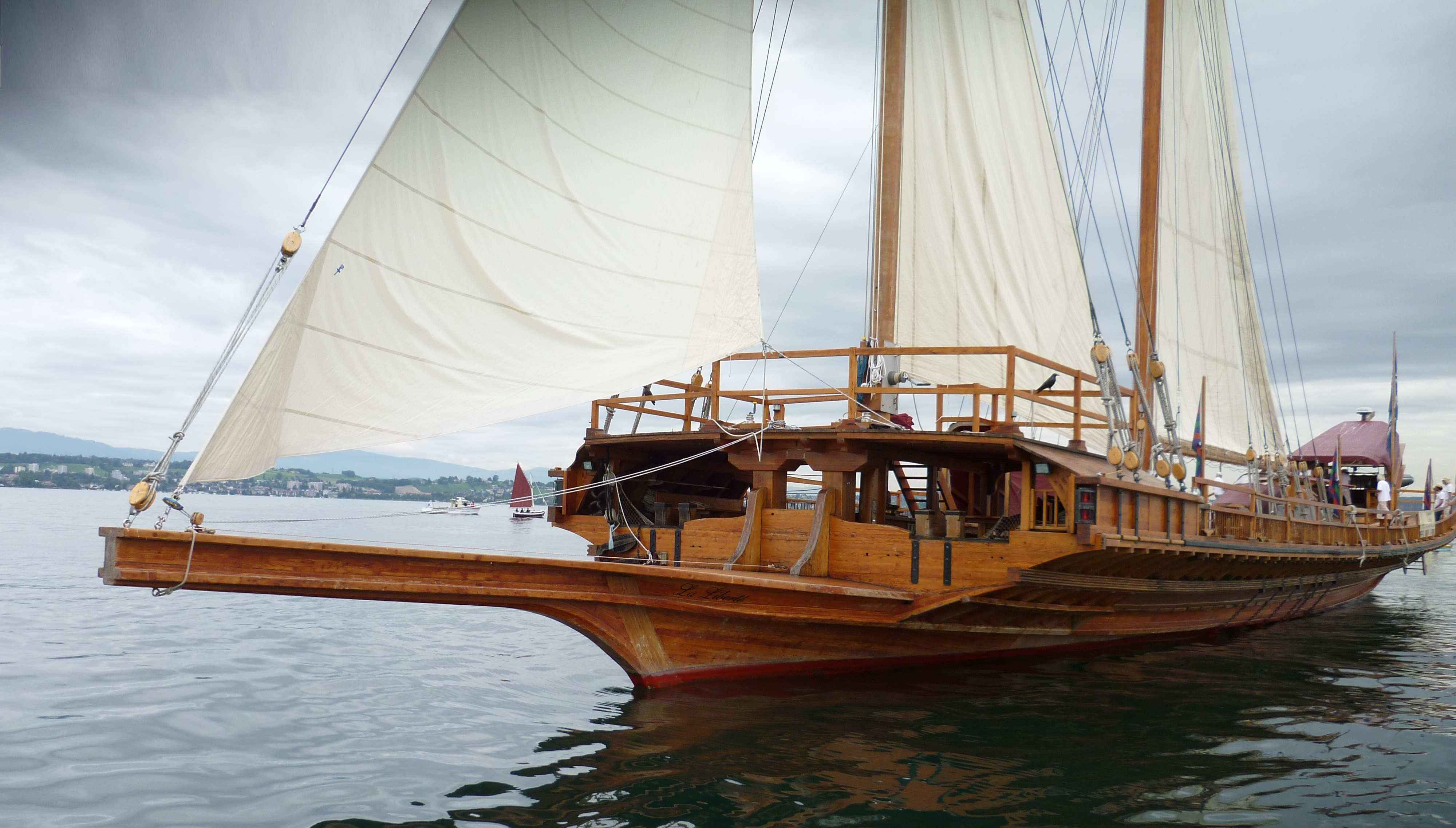
یک نمونه گالی (کشتی باستانی)

نیروهای دریایی باستانی اثر فراوانی بر آنچه امروزه نیروی دریایی خوانده می‌شود، داشته‌اند. پیامد و نتایج جنگ‌ها میان نیروهای دریایی دوران باستان توسط ارتش‌های نوین بررسی شده‌اند تا تاکتیک‌های احتمالی که به پیروزی کمک می‌کنند، آموخته شود.

## نیروی دریایی هخامنشی
نیروی دریایی هخامنشی (به پارسی باستان: 𐎴𐎠𐎺, nāva) نیروی دریایی باستانی امپراتوری پارس بود که میان سال‌های ۵۲۵ پیش از میلاد تا ۳۳۰ پیش از میلاد، خدمت‌گذاری می‌کرد. ایجاد سازمان، زیرساخت و اساس مالی نیروی دریایی هخامنشی به داریوش بزرگ نسبت داده شده‌است. نیروی دریایی هخامنشی نخستین «نیروی دریایی پادشاهی» واقعی بود که در تاریخ پدید آمد. سرعت کشتی‌های هخامنشی میان ۴ تا ۱۴ کیلومتر تخمین زده‌اند؛ یکی از نوآوری‌هایی که در طراحی و ساختن کشتی‌ها در دوران هخامنشیان رخ داد، ساخت کشتی‌های ۳ ردیف پارویی است؛ چنین سازه‌هایی، در نبردها سرعت و توان دفاعی ویژه‌ای داشتند.